# Zone de conservation de Guanacaste
La zone de conservation de Guanacaste est un site classé depuis 1999 au patrimoine mondial situé dans le nord-ouest du Costa Rica, entre Santa Rosa et Guanacaste (en).